# Discothyrea neotropica
Discothyrea neotropica är en myrart som beskrevs av Bruch 1919. Discothyrea neotropica ingår i släktet Discothyrea och familjen myror. Inga underarter finns listade i Catalogue of Life.